# 法蘭西斯科二世·斯福爾扎
法蘭西斯科二世·斯福爾扎（義大利語：Francesco II Sforza，1495年2月4日—1535年11月1日），米蘭公爵，1521年至1535年在位。他是斯福爾扎家族最後一位米蘭公爵。
法蘭西斯科二世是米蘭公爵盧多維科·斯福爾扎和妻子貝亞特麗切·埃斯特的次子。當盧多維科在意大利戰爭期間被趕出米蘭時，他將法蘭西斯科帶到神聖羅馬皇帝馬克西米利安一世的宮廷，馬克西米利安一世娶了法蘭西斯科的表妹比安卡·瑪麗亞·斯福爾扎。法蘭西斯科被分配到教會事業。他的父親被法國國王路易十二囚禁在洛什，並於1508年去世，但當神聖羅馬皇帝查理五世於1521年從法國人手中重新征服米蘭時，法蘭西斯科被任命為米蘭公爵，是家族中最後一位擁有該頭銜的統治者。然而，他的主權仍然受到西班牙軍隊對米蘭的軍事佔領所限制。 
法蘭西斯科二世回到了自己的國土，在二十年的戰鬥中筋疲力盡，促進文化和經濟的復甦。1522年，法蘭西斯科二世在著名的比科卡會戰中站在神聖羅馬皇帝的一邊。1526年，他與法國國王法蘭索瓦一世、教皇克萊門特七世和佛羅倫薩共和國一起加入干邑聯盟，並斯福爾扎城堡被圍攻。
1534年5月4日，法蘭西斯科二世迎娶皇帝查理五世的12歲侄女、丹麥國王克里斯蒂安二世和勃艮第的伊莎貝拉的女兒克莉絲汀。兩人沒有子女。法蘭西斯科二世於1535年去世，引發1535年的意大利戰爭。法蘭西斯科二世同父異母的兄弟喬瓦尼·保羅在他死後短暫接收米蘭公國，但同年在神秘的情況下去世。 